# 太陽神經叢

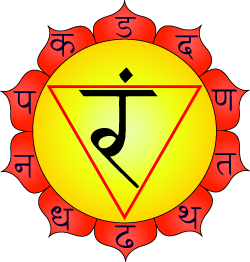
如圖所示，太陽神經叢有十片花瓣，分別代表梵語字母dda、ddha、nna、ta、tha、da、dha、na、pa、和pha。注意圖中的字母ddha和pha是錯誤的（見天城文#輔音）。中央的種子音是ram。火元素的實相以紅色三角形表示。

太陽神經叢（梵語：मणिपूर、Maṇipūra，意謂「寶石之城」）是印度教瑜伽理論中的第三個主要脈輪。

## 描述
太陽神經叢位於肚臍的區域，有十片花瓣，對應精神上的無知、渴望、妒忌、背叛、羞恥、恐懼、厭惡、妄想、愚昧與悲傷等心念（vritti）。
太陽神經叢與動力、能量、以及意志力（itcha shakti）有關。它也和火能量與消化有關。據說太陽神經叢會將普拉納（氣）送往身體其他部分，這一點與中國道教的丹田概念大致相似。

## 象徵
太陽神經叢與以下有關：
- 神祇：樓陀羅、萊基尼（Lakini）
- 元素：火
- 動物：公羊
- 身體部位：消化系統、眼、足

## 修練
在亢達里尼瑜伽中，有一些不同的修練方式可以激發並平衡太陽神經叢能量，包括許多對該部位起作用的體位法、呼吸法、收腹收束法（吐氣，並將腹部往後收、橫膈膜往上提）、以及腹疊背法（進行收頷收束法，同時反覆擴張、收縮腹部）。

## 其他關聯
在內分泌系統中，太陽神經叢據說與胰臟和腎上腺皮質（腎上腺的外部）有關。這些腺體會製造參與消化的重要激素，將食物轉化為供給身體的能量，就像太陽神經叢把普拉納散發到全身一樣。與印度普拉納概念相似，中國道教中丹田亦會散布並調節氣的能量；位置最低的丹田（下丹田）在胃部區域。
西方神秘學家對於太陽神經叢與卡巴拉的關聯各有不同的說法。有些人認為它和Hod與Netzach兩個原質（sephira）相關，其中Netzach代表克服各種障礙的能量品質，而Hod則是控制能量並將其分化為不同形式的傾向，這兩股能量相互抗衡，就像人體的合成代謝與分解代謝一樣。

## 其他名稱
- 怛特羅：Dashachchada、Dashadala Padma、Dashapatra、Dashapatrambuja、Manipura、Manipuraka、Nabhipadma、Nabhipankaja
- 吠陀（之後的奧義書）：Manipura、Manipuraka、Nabhi Chakra
- 往世書：Manipura、Nabhi Chakra

## 外部連結
- Description of Manipura Chakra from Kheper.net（页面存档备份，存于）
- Manipura - The Power Chakra by Anodea Judith（页面存档备份，存于）